# Austin Basis
Austin Basis (Brooklyn, 14 settembre 1976) è un attore statunitense.

## Biografia
Cresciuto a Brooklyn, frequenta varie accademie di recitazione, fra cui la Actors Studio. Il suo esordio ufficiale è in Porn 'n Chicken, un film per la televisione di Comedy Central. Negli anni successivi, fa delle piccole parti in vari telefilm, come Law & Order: Criminal Intent e NCIS - Unità anticrimine.
Intorno al 2005 si trasferisce a Los Angeles, dove inizia a lavorare in campo pubblicitario. Viene ingaggiato anche in vari film, in ruoli da comprimario. Nel 2010, viene assunto per il ruolo di Math Rogers in Life Unexpected.
Nel 2012 entra a far parte del cast del nuovo telefilm della rete americana CW, "Beauty and the Beast (serie televisiva 2012)" nei panni di JT.
Nel 2018 veste i panni di Todd Cornwell nell’episodio 3x15 della serie televisiva Lucifer.

## Filmografia

### Cinema
- Dorian Blues, regia di Tennyson Bardwell (2004)
- Building Girl, regia di Shari L. Carpenter (2005)
- Hazard, regia di Shion Sono (2005)
- American Zombie, regia di Grace Lee (2007)
- Boxboarders!, regia di Rob Hedden (2007)
- 75 - Seventy Five, regia di Brian Hooks e Deon Taylor (2007)
- My Sassy Girl, regia di Yann Samuell (2008)
- Amore in linea (The Other End of the Line), regia di James Dodson (2008)
- The Things We Carry, regia di Ian McCrudden (2009)
- Re-Cut, regia di Fritz Manger (2010)

### Televisione
- Porn 'n Chicken, regia di Lawrence Trilling - film TV (2002)
- Windfall - serie TV, 2 episodi (2006)
- Drake & Josh - serie TV, 1 episodio (2007)
- Law & Order: Criminal Intent - serie TV, 1 episodio (2004)
- Studio 60 on the Sunset Strip - serie TV, 1 episodio (2007)
- NCIS - Unità anticrimine (NCIS) - serie TV, episodio 6x01 (2008)
- Supernatural - serie TV, 2 episodi (2008-2010)
- Life on Mars - serie TV, 1 episodio (2008)
- Curb Your Enthusiasm - serie TV, 1 episodio (2009)
- Ghostfacers - serie TV, 10 episodi (2010)
- Life Unexpected - serie TV, 26 episodi (2010-2011)
- Grey's Anatomy - serie TV, episodio 8x16 (2012)
- Beauty and the Beast – serie TV, 70 episodi (2012-2016)
- Le regole del delitto perfetto (How to Get Away with Murder) - serie TV, 1 episodio (2016)
- Lucifer - serie TV, 3x15 episodio (2018)
- Homeland - Caccia alla spia (Homeland) – serie TV (2020)

## Doppiatori italiani
Nelle versioni in italiano dei suoi lavori, Austin Basis è stato doppiato da:
- Giulio Pierotti in NCIS - Unità anticrimine, La fantastica signora Maisel
- Luigi Ferraro in Beauty and the Beast,  Life Unexpected
- Oliviero Cappellini in Law & Order: Criminal Intent
- Paolo Vivio in Supernatural
- Fabrizio Picconi in Grey's Anatomy
- Gianluca Crisafi ne Le regole del delitto perfetto
- Roberto Stocchi in Lucifer
- Francesco Meoni in Agents of S.H.I.E.L.D.
- Gianluca Machelli in Magnum P.I.
- Stefano Miceli in Homeland - Caccia alla spia
- Roberto Fidecaro in New Amsterdam
- Maurizio Montecchiesi in Winning Time - L'ascesa della dinastia dei Lakers